# Friend zone
Friend zone (litt. « zone amicale ») et friendship zone (litt. « zone d'amitié ») sont des anglicismes qui désignent, dans la psychologie populaire, une situation sociale où une personne désire avoir une relation amoureuse ou sexuelle avec une personne qui ne souhaite entretenir qu'une relation amicale,,. Les deux personnes entretiennent alors une relation d'amour platonique. Lorsque la personne qui ne désire pas avoir de relation amoureuse le fait comprendre à l'autre, on parle couramment d'« entrée dans la friend zone » ou de « friend-zonage ».

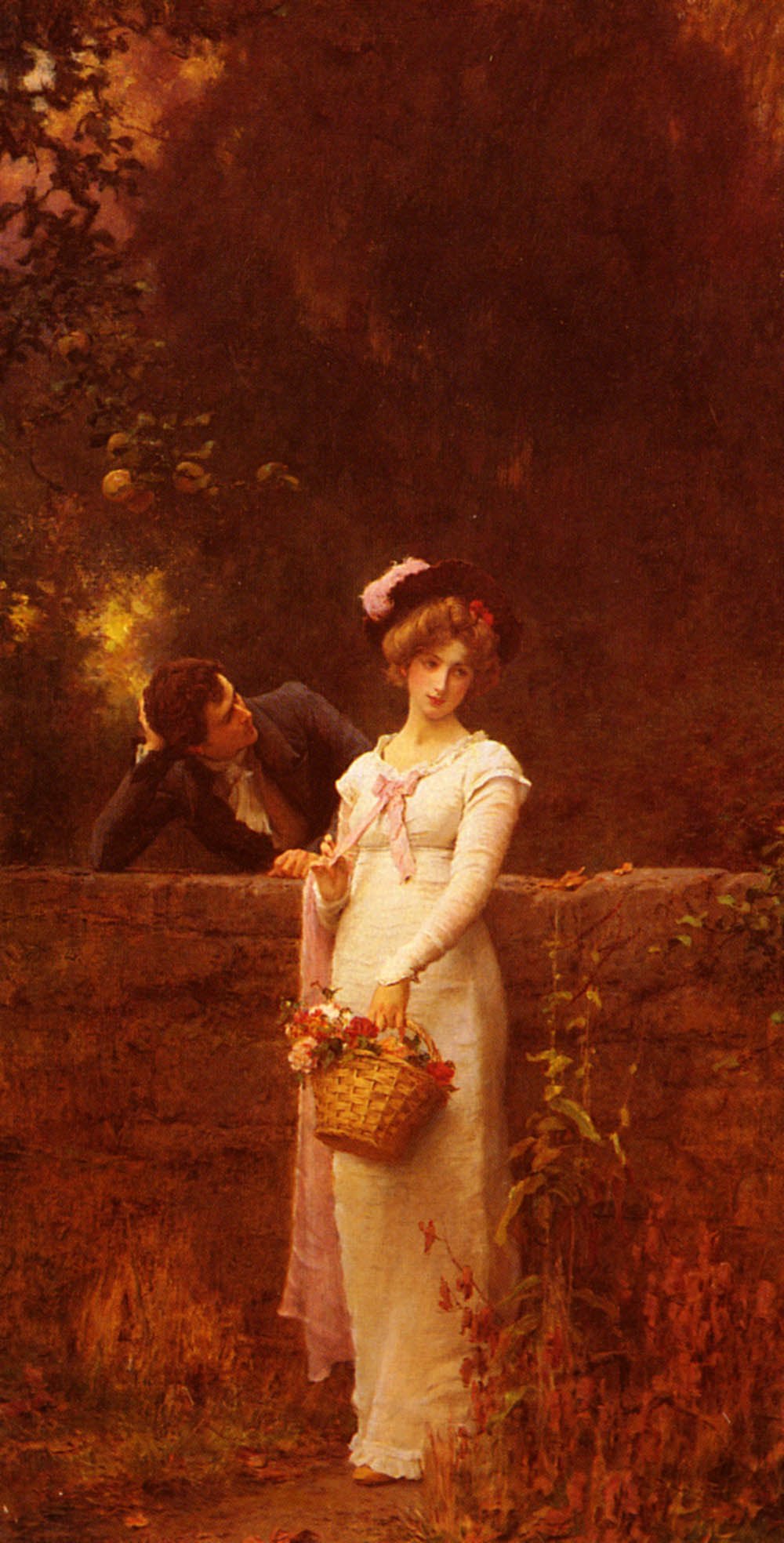
Deux amants (1892), tableau du peintre anglais Marcus Stone.

La situation est généralement considérée comme déplaisante à vivre par la personne qui souhaiterait avoir une relation amoureuse avec l'autre. Elle continue malgré tout à aimer et vouloir séduire la personne aimée même si elle ne partage pas les sentiments. Concrètement, on parle de friend zone lorsque l'une des deux personnes ne rend pas les marques d'affection ou les avances de l'autre, mais continue à entretenir des liens d'amitié avec elle. Selon certains psychologues, les hommes sont davantage susceptibles de vivre des situations de friend zone dans le cadre d'une relation avec une femme, : ceux-ci auraient tendance à plus s'attacher à leurs amies que l'inverse, et auraient également tendance à surestimer l'envie des femmes d'avoir une relation amoureuse ou sexuelle,.
Le concept a été jugé misogyne par certains mouvements féministes, qui estiment qu'il sous-tend la nécessité pour les femmes d'avoir une relation sexuelle pour obtenir la considération des hommes,,.

## Application
Le concept de friend zone peut s'appliquer à une situation où deux personnes ont des relations sexuelles, mais où l'une des deux désire entretenir une relation plus formelle (concubinage, union civile, etc.), alors que l'autre ne le souhaite pas.

## Dans la culture populaire
Le terme a été rendu populaire par un épisode de la première saison de Friends, Celui qui a du jus (The One with the Blackout). Le personnage de Ross Geller, follement amoureux de Rachel Green, est qualifié par Joey Tribbiani de « maire de la friend zone »,. La question de savoir si un homme peut « sortir de la friend zone et entretenir une relation amoureuse avec son amie » structure le récit de la série.
Le concept a été repris dans plusieurs films et émissions de télévision. Le film Just Friends, sorti en 2005, met en scène un homme retrouvant son amie après dix ans d'absence et tombant amoureux d'elle. Elle lui déclare qu'elle l'aime « comme un frère », ce qui ruine tous ses espoirs de pouvoir avoir une relation avec elle. En mai 2011, débute la diffusion d'une série nommée Friendzone sur la chaîne MTV.
La vidéo de Wil Aime La Friendzone en propose une autre interprétation, où il s'agirait de l'attitude d'un homme attiré par une femme mais n'agissant pas de manière à révéler ses sentiments, par lâcheté et peur de l'échec.
En février 2018, le DJ Marshmello, en collaboration avec la chanteuse Anne-Marie, sort une chanson nommée Friends qu’il décrit comme l’« Hymne officiel de la friendzone ».

## La fuckzone
En opposition à ce concept, est né celui du fuckzone, qui désigne la sexualisation non désirée d'une relation amoureuse entre femmes et hommes,.

## La brozone
En complément à ces concepts, est né celui de la brozone, qui décrit la situation où une femme (ou un homme) se fait considérer par son/sa compagnon comme un frère (ou une sœur).